# Dasnapur
Dasnapur là một thị trấn thống kê (census town) của quận Adilabad thuộc bang Telangana, Ấn Độ.

## Nhân khẩu
Theo điều tra dân số năm 2001 của Ấn Độ, Dasnapur có dân số 19.963 người. Phái nam chiếm 49% tổng số dân và phái nữ chiếm 51%. Dasnapur có tỷ lệ 58% biết đọc biết viết, thấp hơn tỷ lệ trung bình toàn quốc là 59,5%: tỷ lệ cho phái nam là 68%, và tỷ lệ cho phái nữ là 48%. Tại Dasnapur, 14% dân số nhỏ hơn 6 tuổi.